# Obata Takeshi
Obata Takeshi (小畑 健 (Tiểu-Điền Kiện)) là một mangaka người Nhật Bản. Ông là tác giả minh họa của các bộ manga nổi tiếng như Hikaru - Kì thủ cờ vây, Death Note. Một số mangaka nổi tiếng khác, như Yabuki Kentaro (tác giả của Black Cat), Watsuki Nobuhiro (tác giả của Rurouni Kenshin) từng là trợ lý cho Obata.

## Các tác phẩm chính
- Cyborg Jii-chan G (CYBORGじいちゃんG（サイボーグじいちゃんジー）?)
- Arabian Majin Bokentan Lamp Lamp cùng với Sendo Susumu (chịu trách nhiệm nội dung)
- Rikito Densetsu -Oni wo Tsugu Mono- cùng với Miyazaki Masaru (chịu trách nhiệm nội dung)
- Karakurizoshi Ayatsuri Sakon cùng với Marou Sharaku (chịu trách nhiệm nội dung)
- Hikaru - Kì thủ cờ vây cùng với Hotta Yumi (chịu trách nhiệm nội dung) - giám sát bởi Yoshihara Yukari (5-dan)
- Death Note cùng với Oba Tsugumi (chịu trách nhiệm nội dung)
- Blue Dragon Ral Grad cùng với Takano Tsuneo (chịu trách nhiệm nội dung)
- Hello Baby cùng với Morita Masanori (chịu trách nhiệm nội dung)
- Uro-oboe Ouroboros cùng với Isin Nisio (chịu trách nhiệm nội dung)
- Castlevania Judgment (thiết kế nhân vật)
- Bakuman cùng với Ohba Tsugumi (chịu trách nhiệm nội dung).
- All You Need Is Kill  (chuyển thể từ light novel cùng tên của Hiroshi Sakurazaka).
- Platinum End cùng với Ohba Tsugumi (chịu trách nhiệm nội dung). Đây cũng là tác phẩm thứ ba của bộ đôi Obata-Ohba sau Death Note và Bakuman.

## Giải thưởng
Ông được trao giải thưởng Eisener năm 2008 dành cho Nghệ sĩ xuất sắc nhất vì thành tích là đồng tác giả của Death Note và Hikaru - Kỳ thủ cờ vây.